# Euxeinos

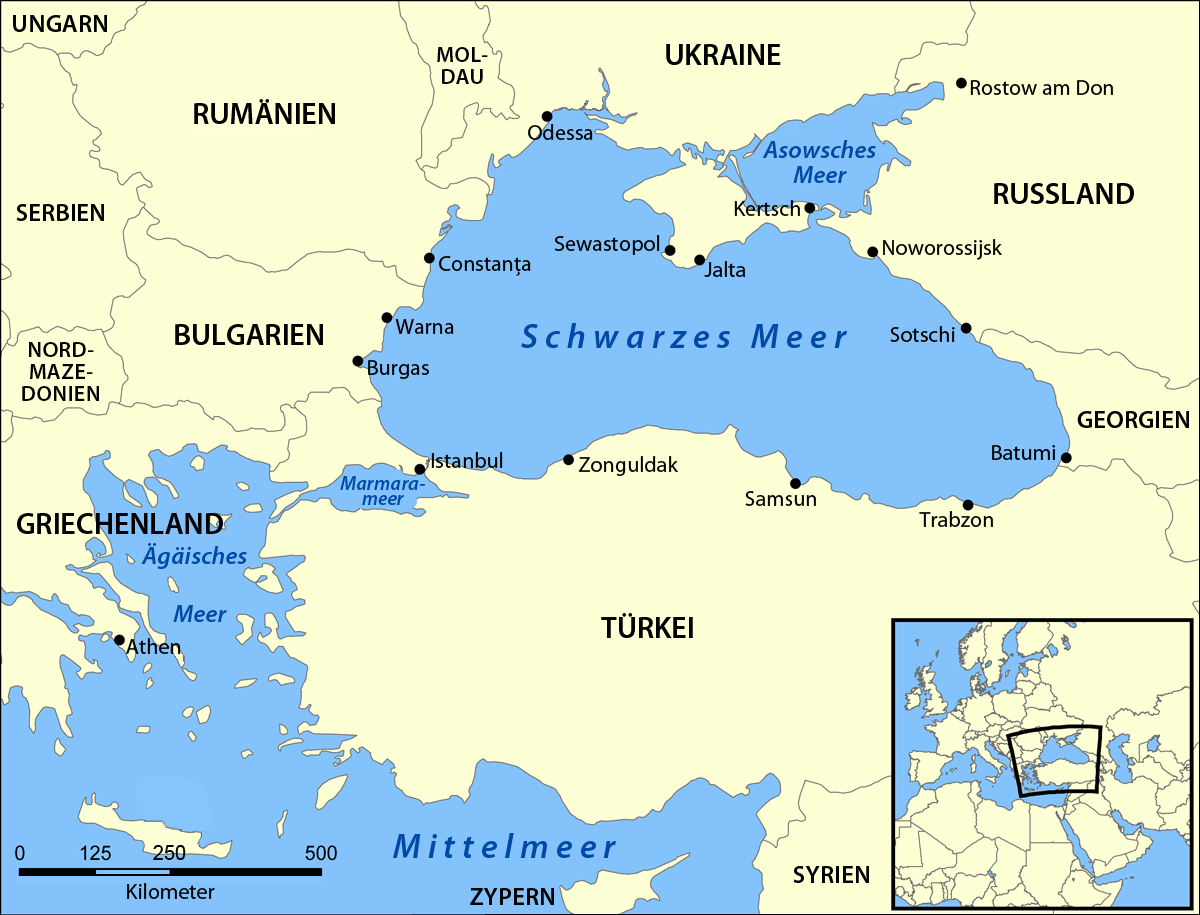
Schwarzes Meer Karte

Euxeinos ist eine englischsprachige wissenschaftliche Onlinezeitschrift. Die volle Eigenbezeichnung lautet „Euxeinos. Governance and Culture in the Black Sea Region“. Die Zeitschrift wird seit 2011 eigenverantwortlich vom Center für Governance und Kultur in Europa (HSG-GCE) der Universität St. Gallen, Schweiz, herausgegeben. Der Name ‚Euxeinos‘ leitet sich vom griechischen Wort 'Pontos Euxeinos' ab. Dieses steht für das Schwarze Meer und bedeutet so viel wie „das gastfreundliche Meer“.
In Euxeinos erscheinen wissenschaftliche Beiträge zu politischen, kulturellen, wirtschaftlichen und sozialen Prozessen in der Schwarzmeerregion. Dazu gehören die Länder: Rumänien, Bulgarien, Türkei, Georgien, Russland und die Ukraine. Die einzelnen Ausgaben bieten interdisziplinäre Artikel, Analysen und Expertenmeinungen zu Schwerpunktthemen, verfasst von internationalen Experten. Die Herausgeber begutachten die Texte in einem internen Review-Verfahren (editor reviewed), jedes Heft wird von einem Gastherausgeber betreut.
Die Zeitschrift erscheint vier bis sechs Mal pro Jahr. Die Ausgaben oder auch einzelne Artikel können frei (open access) von der Website des HSG-GCE heruntergeladen werden.

## Behandelte Themen
Bei der Themenauswahl der bisherigen Euxeinos-Ausgaben lassen sich die folgenden Problemstellungen herauskristallisieren:
- Kritische öffentliche Auseinandersetzung mit Ländern der Schwarzmeerregion Rumänien, Bulgarien, der Türkei, Georgien, Russland und der Ukraine
- Überprüfung nationaler Identitäten durch Infragestellung der zugrunde liegenden Stereotypen
- Belange von Regionalismus
- Phänomene der Pop-Kultur in kommunistischen und post-kommunistischen Ländern, Einsatz von Kultur als Soft-Power-Instrument in der Außenpolitik, internationalen Politik
- Sicherheitsfragen in der Schwarzmeerregion
- Spannungen zwischen staatlichem und bürgerlichem Engagement, Arten des Aktivismus und der Protestkultur
- Demokratisierungspotential neuer Medien, digitale Berichterstattung, Bürgerjournalismus und die Bestätigungspraxis
- Dilemmata ehemaliger sozialistischer Länder: ideologische Zusammenstöße von Demokratie und Totalitarismus, Bürgergesellschaft gegen Polizeistaat, Marktwirtschaft gegen Planwirtschaft
- Das kommunistische Erbe
- Historische Überblicke, kritische Überprüfung der Geschichte auf einer breiten Basis neuer Archivfunde und Entdeckungen
- Geopolitische Planungen

## Bisherige Ausgaben
- Nr. 1 – 08/2011: Romania and the Holocaust: DelicateReappraisal of a Fateful Past. Ed. by Daniel Ursprung.
- Nr. 2 – 10/2011: Negotiating „Nation“ and „Society“: The Public Sphere in Post-Communist Bulgaria. Ed. by Boyan Znepolski.
- Nr. 3 – 01/2012: Romanian Communism between Commemoration,Nostalgia, and Scientific Debate. Ed. by Daniel Ursprung.
- Nr. 4 – 02/2012: Internet and Politics in Russia. Ed. by Orlin Spassov.
- Nr. 5 – 04/2012: Citizenship, Activism and Mobilization:Internet Politics in Greece, Turkey and Bulgaria. Ed. by Orlin Spassov.
- Nr. 6 – 07/2012: The Complexities of Black Sea Regional Security. Ed. by Dimitrios Triantaphyllou
- Nr. 7 – 09/2012: Corruption and Informal Practices in Russia. Ed. by Ulrich Schmid.
- Nr. 8 – 11/2012: Religion and Society in Contemporary Bulgaria. Ed. by Stefan Kube.
- Nr. 9 – 03/2013: Statehood, Religion and Strategic Europeanization in the Southern Caucasus. Ed. by Mariam Parsadanishvili, Michael Dobbins.
- Nr. 10 – 05/2013: Strategic Depth through Soft Power: The Domestic Production and International Projection of Turkish Culture. Ed. by Mathieu Rousselin.
- Nr. 11 – 11/2013: Pop Culture in Romania and Bulgaria since the 1960’s. Ed. by Carmen Scheide.
- Nr. 12 – 12/2013: Sochi and the 2014 Olympics: Game Over? Ed. by Martin Müller.

- Nr. 13 – 03/2014: The EuroMaidan in Ukraine, November 2013 till February 2014. Ed. by Ulrich Schmid, Carmen Scheide.
- Nr. 14 – 2014: Nations, Nation-States, Trade and Politics in the Black Sea. Ed. by Constantin Ardeleanu, “The Lower Danube” University of Galaţi.
- Nr. 15-16 – 2014: Moldova: A Borderland‘s Fluid History. Ed. by Diana Dumitru and Petru Negura.
- Nr. 17 – 2015: Religion and Political Crisis in Ukraine. Ed. by Catherine Wanner.
- Nr. 18 – 2015: Energy and Integration in the Black Sea Region. Ed. by Jonas Grät.
- Nr. 19-20 – 2015: The German Minority in Romania. Ed. by Daniel Ursprung.
- Nr. 21 – 2016: Challenges of the EU Eastern Enlargement. Ed. by Carmen Scheide.

## Aktuelle Ausgabe
- Nr. 22 – 2017: Looking Beyond the Public Discourses on Migration: Experiences of Bulgarians and Romanins in the UK. Ed. by Polina Manolova

## Creative Commons Lizenz
Euxeinos unterliegt einer internationalen Creative Commons Lizenz 4.0. Das heißt, dass das in Euxeinos veröffentlichte Material ausschließlich für nicht-kommerzielle Zwecke – unter der Bedingung der Namensnennung der Urheberschaft – verwendet werden darf. Im Fall einer Veränderung darf die bearbeitete Fassung nicht oder erst nach Absprache mit der Redaktion verbreitet werden.

## Freier Zugriff: Open Access
Euxeinos folgt den Richtlinien der Open-Access-Politik, die von der Rektorenkonferenz der Schweizer Universitäten (CRUS), dem Schweizer Nationalfonds (SNF), der Schweizerischen Akademie der Geistes- und Sozialwissenschaften (SAGW) erlassen wurden.
Das bedeutet, dass die Beiträge im Euxeinos kostenlos, digital, sofort und online verfügbar sind und ein Copyright verwenden, welches die Rechte der Autoren sichert und gleichzeitig jedoch die Verwendung in Wissenschaft und Lehre nicht behindert.